# 星期六星期六是歌手第三季 - H.O.T.
《星期六星期六是歌手第三季 － H.O.T.》（韓語：토토가3 - H.O.T.）是韓國綜藝節目《無限挑戰》的特別企劃特輯，《星期六星期六是歌手》的第三部曲，成功邀請到已經解散十七年的五人團體H.O.T.重返舞台。

## 概述
2014年11月起，韓國文化廣播公司製作及播出的真人秀綜藝節目《無限挑戰》，決定進行特別企劃戰 — 《星期六星期六是歌手》，邀請解散多年的經典團體再次站上舞台。節目組首先試圖搓合已經解散的韓國團體H.O.T.重聚，但因面臨狀況而無法實現。2015年10月節目組也曾與成員們討論是否能演出《星期六星期六是歌手》第二季，同樣失敗。為了2016年的《星期六星期六是歌手》第三季也進行多次討論。不過因為有太多難解的狀況，導致無法成功讓H.O.T.站上舞台。
2018年1月11日，《無限挑戰》的節目製作人金泰浩再度約訪H.O.T.，告訴成員們這可能是重聚的最後一次機會，並提議在汝矣島MBC廣播電視中心的演播大廳重聚。第二天（1月12日）他將會進行第二次節目錄製。在當天的節目中，H.O.T.的全體成員在約定地點集合，同時正式開始了錄影。1月23日正式公開了該節目準備播出的消息。原定於2月15日在京畿道一山東區MBC夢想中心（容納800人）舉辦特輯舞台，因在開放申請資格的第一天內就超過10萬人，總申請人數達17萬，遠高於2014年《星期六星期六是歌手》第一季的申請紀錄（一星期累積7萬多人），《無限挑戰》的官方網站也被擠到當機，節目組最終更換了錄製地點，選用三倍規模的奧林匹克公園奧運大廳（容納2400人）。因更換公演場地而增加的貸款費和製作費，臨時動員了6家公司的贊助。
H.O.T.自從2001年2月27日在首爾奧林匹克主競技場舉行解散前最後一場演唱會「永遠的H.O.T.演唱會（H.O.T. LIVE CONCERT - H.O.T. FOREVER）」之後，時隔十七年終於迎來了完整的舞臺。因場外聚集太多沒抽到入場資格的歌迷，節目組特別在視野不良區開放100個座位，最後有2500人能夠在現場親眼目睹合體表演。

## 播出時間
- 因直播2018年冬季奧林匹克運動會，節目暫停播出一週。

| 播出頻道 | 播出日期      | 播出時間         |
| -------- | ------------- | ---------------- |
| MBC TV   | 2018年2月17日 | 週六晚上10點25分 |
| MBC TV   | 2018年2月24日 | 週六晚上10點25分 |

## 節目內容
| 集數  | 播出日期      | 節目內容 |
| ----- | ------------- | --- |
| 557集 | 2018年2月17日 | 劉在錫、Haha、梁世炯集合 H.O.T.事前聚會及集合 採訪 練歌房任務 編舞練習及製作 場地變更 採訪 隨機資格通知       |
| 558集 | 2018年2月24日 | 無限挑戰主持人〈我們就是未來〉舞台練習 成員自拍記錄 無限挑戰主持人表演 彩排前採訪 特輯舞台公演實況 公演後採訪 |

## 特輯舞台演出日程
| 日期          | 國家 | 城市 | 場地                 | 觀眾數  |
| ------------- | ---- | ---- | -------------------- | ------- |
| 2018年2月15日 |      | 首爾 | 奧林匹克公園奧運大廳 | 2,500人 |

## 表演曲目
- Special VCR -

- Opening VCR-
- 戰士的後裔（暴力時代） ／ 전사의 후예 (폭력시대)

- Ment -
- 糖果 ／ 캔디 (Candy)
- 幸福 ／ 행복 (Full Of Happiness)
- 希望 ／ 빛 (Hope)

- VCR #2 -
- 我們就是未來 ／ We Are The Future （無限挑戰主持群模仿秀）
- 我們就是未來 ／ We Are The Future

- Ment -
- 孩子！ ／ 아이야 (I Yah!)

- Ment （無限挑戰） -

- VCR #3 -

- Intro : 歡喜 ／ 환희 (It's Been Raining Since You Left Me) -
- 海誓山盟 ／ 우리들의 맹세 (The Promise Of H.O.T.)
- 你和我 ／ 너와 나 (You&I)

- Encore -
- 糖果 ／ 캔디 (Candy)

- Ment -
- 希望 ／ 빛 (Hope)
- 幸福 ／ 행복 (Full Of Happiness)

## 製作
- 電視頻道：MBC TV
- 贊助：可口可樂公司・Subway・東大門・Naver Clova（朝鲜语：네이버 클로바）・Tic Tok・愛迪達
- 無限挑戰：劉在錫・朴明洙・鄭埻夏・Haha・曹世鎬・梁世炯
- H.O.T.：文熙俊・張佑赫・安勝浩・安七炫・李在元
- 企劃：金泰浩
- 導演：林慶植・金善英・成漢宜
- 助理導演：金智友・孫秀晶・張宇成・韓勝勳・樸賢錫・田載旭・蘇英志
- 外務：李憲正・李政雅
- 腳本：李彥周・金蘭珠・李裕靜・金正美・崔銀素・崔慧珍・金秀京・宋仁英